# Thaïs

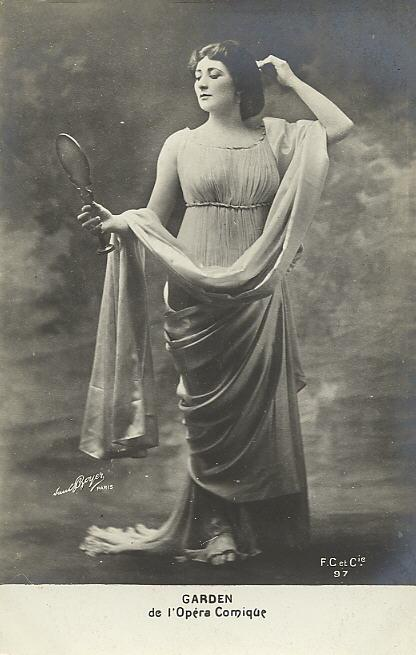
Mary Garden en el papel de Thaïs

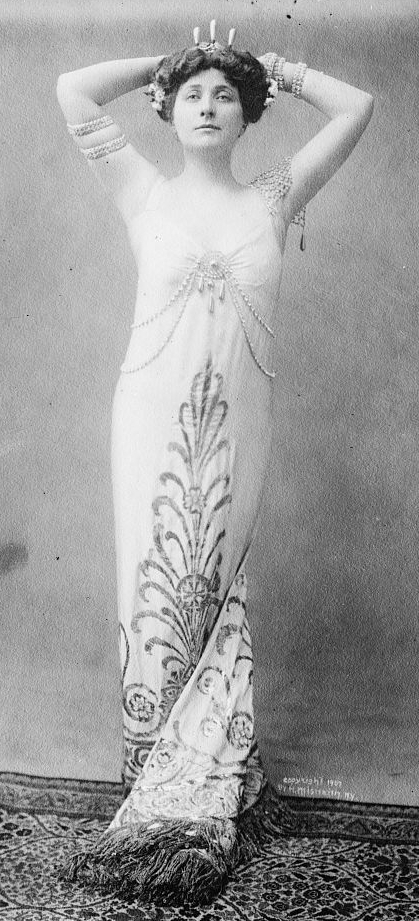
Mary Garden en el papel de Thaïs

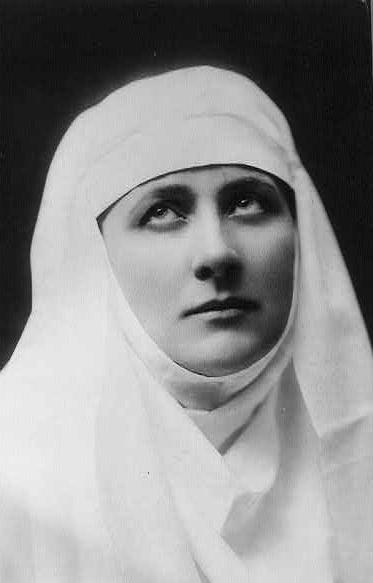
Mary Garden como Thaïs en 1907

Thaïs es una ópera compuesta por Jules Massenet, sobre un libreto del francés Louis Gallet basado en la novela Thais de Anatole France, basada a su vez en la Thais histórica. Esta ópera se representa poco; en las estadísticas de Operabase aparece la n.º 170 de las óperas representadas en 2005-2010, siendo la 19.ª en Francia y la tercera de Massenet, con 18 representaciones en el período.

## Personajes
| Personaje                       | Tesitura                           | Reparto del estreno, 16 de marzo de 1894 (Director: Claude-Paul Taffanel) |
| ------------------------------- | ---------------------------------- | ------------------------------------------------------------------------- |
| Thaïs, una cortesana            | soprano ligera o soprano dramática | Sibyl Sanderson                                                           |
| Athanaël, un monje cenobita     | barítono                           | Jean-François Delmas                                                      |
| Nicias, un noble                | tenor                              | Albert Raymond Alvarez                                                    |
| Crobyle, criado de Nicias       | soprano                            | Jeanne Marcy                                                              |
| Myrtale, criado de Nicias       | mezzosoprano                       | Meyrianne Heglon                                                          |
| Palémon, líder de los cenobitas | bajo                               | François Delpouget                                                        |
| Albine, una abadesa             | mezzosoprano                       |                                                                           |

## Historia
Fue compuesta para lucimiento de la diva estadounidense Sybil Sanderson y estrenada en París, en 1894. 
La diva Mary Garden conoció gran fama en el personaje, estrenándolo en Nueva York (en la Manhattan Opera House), en 1907.
En el Teatro Colón (Buenos Aires) fue estrenada en 1911 por Adelina Agostinelli, y repetida en 1918 por Marcel Journet y Ninon Vallin, que regresó al mismo papel en 1923 y 1925. Retornó al coliseo porteño en 1927, 1929 y 1952.
En el Metropolitan Opera de Nueva York la estrenó Geraldine Farrar con Pasquale Amato en 1917, repitiéndola en las temporadas sucesivas. En 1922, la encarnó Maria Jeritza en varias temporadas, y luego Helen Jepson.
Reapareció en el repertorio en 1978 para Beverly Sills y Sherrill Milnes en producción de Tito Capobianco. 
En 2008, fue nuevamente llevada a escena para Renée Fleming en producción de John Cox.
El momento más conocido de la ópera es la meditación, que forma parte del repertorio estándar de violín.
Recientemente, ha obtenido excelentes críticas la grabación y actuación hechas por la soprano estadounidense Renée Fleming.

## Argumento

### Acto I
Escena 1
Un grupo de monjes marcha a sus tareas diarias. Athanaël, el más rigurosamente ascético de todos ellos, entra y confiesa al monje más anciano, Palemon, que se siente perturbado por una serie de visiones sobre una cortesana y sacerdotisa de Venus llamada Thaïs, a la cual vio hace muchos años en su ciudad natal de Alejandría. Creyendo esas visiones como una señal de Dios, él decide, desoyendo el consejo de Palemon, retornar a Alejandría, para convertir a Thaïs al Cristianismo, y convencerla para que ingrese en un convento.
Escena 2
Athanaël llega a Alejandría y visita a su viejo amigo Nicias, un rico hedonista. Nicias lo recibe con los brazos abiertos y le confiesa ser el amante de Thaïs. Tras escuchar el plan de Athanaël, se ríe y advierte que la venganza de Venus podría ser terrible. Sin embargo, manda  traer unos ropajes para vestir a su amigo y prepararlo para el festín de esa noche al que asistirá Thaïs. Sus esclavos, Crobyle y Myrtale, visten a Athanaël y se burlan de su mojigatería.
El festín comienza. Thaïs llega y canta un triste dúo de amor con Nicias: Es su última noche juntos. Ella le pregunta sobre quién es Athanaël, al cual escuchó por casualidad, Nicias comenta que él ha venido a enseñarle a "despreciar la carne y amar el dolor". No interesada en su proposición, ella ofende su sentido del decoro con una seductora canción. Él se marcha furioso, prometiendo volver más tarde. Ella se burla con una última réplica: "¡Te desafío a venir, aquel quien desobedece a Venus!"

### Acto II
Escena 1
Cansada por el festín, Thaïs expresa su insatisfacción por su vida vacía y piensa en el hecho de que un día, la vejez destruirá su belleza. Durante ese momento de debilidad, Athanaël entra y pide a Dios que esconda su belleza ante él. Él le dice que la ama de acuerdo a la enseñanza de "más por el espíritu que por la carne", que ese es un amor por siempre eterno. Pronto sucumbe ante sus encantos físicos, pero triunfa al explicarle que si se convierte, ganará la vida eterna. Ella cae rendida ante su elocuencia, pero se reafirma en su visión nihilista del mundo y lo aparta de sí. A solas, medita largamente y cambia de opinión.
Escena 2
Thaïs se ha unido a Athanaël y decide seguirlo por el desierto. Él le ordena quemar su casa y posesiones para borrar todo rastro de su maldito pasado. Ella asiente, pero pregunta si puede conservar una estatuilla de Eros, el dios del amor, explicando a Athanaël que pecó contra el amor no a través de él. Sin embargo, al oír que Nicias se la regaló, Athanaël le obliga a que la destruya. Nicias aparece con un grupo de juerguistas, que descubren a Athanaël llevándose a Thaïs. Enfurecidos, comienzan a apedrearlos. Aunque Nicias está estupefacto ante la marcha de Thaïs, la respeta y lanza puñados de monedas para distraer a la gente. Thaïs y Athanaël escapan.

### Acto III
Escena 1
Thaïs y Athanaël atraviesan el desierto. Thaïs está exhausta, pero Athanaël la obliga a seguir caminando como penitencia por sus pecados. Llegan a un manantial, donde Athanaël comienza a sentir compasión por ella más que aversión; entre ellos empiezan a compartir un sentimiento idílico, rozando el amor platónico. Al poco tiempo, llegan al convento donde Thaïs debe quedarse. Dejándola bajo los cuidados de la Madre Superiora Albine, Athanaël comprende que ha terminado su misión, y que nunca la volverá a ver.
Escena 2
Los monjes expresan su preocupación con respecto al comportamiento antisocial y huraño de Athanaël desde su llegada de Alejandría. Athanaël entra y confiesa a Palemon que ha empezado a sentir deseos sexuales por Thaïs. Palemon lo reprende por haber intentado convertirla. Athanaël cae en un sueño depresivo y tiene una visión erótica de Thaïs. Trata de alcanzarla, pero lo esquiva burlonamente. Luego una segunda visión le dice que Thaïs está muriéndose.
Escena 3
Sintiendo que su existencia está vacía sin ella, reniega de sus votos y marcha a buscarla. Llega al convento y la encuentra en su lecho de muerte. Le confiesa que todas sus enseñanzas son mentiras, "nada es tan verdadero como la vida y el amor de los hombres", y que la ama. Sin darse cuenta de ello, le describe que ve las puertas del cielo abrirse y a los ángeles acogiéndola en su seno. Ella muere, y Athanaël se sume en un profundo dolor.

## Discografía
- 1952 - Géori Boué (Thaïs), Roger Bourdin (Athanaël), Jean Giraudeau (Nicias) - ÓpEra de París, Georges Sébastian.
- 1961 - Renée Doria, Robert Massard, Michel Sénéchal - Orchestre de Paris, Jésus Etcheverry.
- 1974 - Anna Moffo, Gabriel Bacquier, José Carreras- New Philarmonia Orchestra, Julius Rudel.
- 1976 - Beverly Sills, Sherrill Milnes, Nicolai Gedda - New Philharmonia Orchestra, Lorin Maazel.
- 2000 - Renée Fleming, Thomas Hampson, Giuseppe Sabbatini - Yves Abel.
- 2004 - Eva Mei, Michele Pertusi, William Joyner– Teatro La Fenice DVD.
- 2008 - Barbara Frittoli, Lado Ataneli, Alessandro Liberatore, Gianandrea Noseda - Teatro Regio Torino DVD
- 2009 - Renée Fleming, Thomas Hampson, Michael Schade, Alain Vernhes - Jesús López Cobos, DVD, Metropolitan Opera.